# Abraxas granulifera
Abraxas granulifera là một loài bướm đêm trong họ Geometridae.